# Min vilja tag, o Gud
Min vilja tag, o Gud är en körsång med text och musik av C H Morris. Texten översatt till svenska av Gösta Blomberg och Thorsten Kjäll.

## Publicerad som
- Nr 799 i Frälsningsarméns sångbok 1990 under rubriken "Helgelse".